# Moses J. Moseley
Moses J. Moseley (24 tháng 12 năm 1990 - k. 26 tháng 1 năm 2022) là một diễn viên, người mẫu và nhà văn người Mỹ. Anh được biết đến với tác phẩm trong loạt phim The Walking Dead. Anh đã đóng vai khách mời trong các chương trình truyền hình Queen of the South và Watchmen, và xuất hiện trong bộ phim Volumes of Blood: Horror Stories.

## Đầu đời
Moseley sinh ra ở Aiken, Nam Carolina, vào ngày 29 tháng 12 năm 1990.

## Sự nghiệp
Khi còn là sinh viên tại Đại học Bang Georgia, Moseley đã được tìm kiếm để xuất hiện trong bộ phim Joyful Noise với Queen Latifah và Dolly Parton. Moseley đã nhận được vai diễn trên loạt phim truyền hình kinh dị The Walking Dead của AMC.

## Qua đời
Vào ngày 26 tháng 1 năm 2022, thi thể của Moseley được phát hiện gần cầu Hudson ở Stockbridge, Georgia, mang bằng chứng về một vết thương do đạn bắn. Anh qua đời lúc 31 tuổi.